# Chiesa di San Sebastiano (Montieri)
La chiesa di San Sebastiano è un edificio sacro situato a Boccheggiano, nel comune di Montieri, in provincia di Grosseto.

## Storia e descrizione
La costruzione originaria risale al Trecento, e la tradizione vuole che essa fosse realizzata per volere dei Salimbeni. 
La facciata a capanna conserva lo stemma dei Salimbeni, scolpito sul portale in travertino, e presenta anche una finestra dall'incorniciatura in pietra. All'interno, sulla destra, si trova un bassorilievo con la Lupa senese, e nella parete di fondo l'altare maggiore con la statua marmorea, pienamente barocca, di San Sebastiano, opera dello scultore fiorentino Bartolomeo Cennini, che mostra qui la sua ispirazione a modelli berniniani (1650). La statua fu commissionata dall'antiquario e numismatico locale Leonardo Agostini. 
Un restauro recente ha interessato l'intero edificio.